# رینسو
رینسو (به اسپانیایی: Regumiel de la Sierra) یک شهرستان در اسپانیا است.